# (1754) Cunningham
(1754) Cunningham ist ein Asteroid des äußeren Hauptgürtels, der am 29. März 1935 von dem belgischen Astronomen Eugène Delporte an der Königlichen Sternwarte von Belgien (IAU-Code 012) in Ukkel entdeckt wurde.
Der Asteroid wurde nach dem US-amerikanischen Astronomen Leland E. Cunningham benannt.